# 라바트
라바트(아랍어: الرباط 아르라바트[*], 베르베르어: ⴻⵕⵕⴱⴰⵟ  아라바트, 프랑스어: Rabat 라바트[*])는 모로코의 수도이다. 인구 수는 2012년을 기준으로 100만명에 달하고 있으며, 면적은 5,321km2로 경기도의 절반 크기에 해당된다.

## 역사
라바트의 역사는 기원전 300년 부우 레그레그 강의 둑에 세워진 쉘라라는 정착촌에서 시작된다. 40년 로마인들이 쉘라를 정복했고 그곳을 로마인 정착촌 살라 콜로니아로 개조했다. 250년 베르베르인 지배자들에게 그곳을 넘겨줄때까지 식민지를 유지했다.
1146년 알모하드 왕조 지배자 압드 알무민이 스페인 공격을 위한 착수 지점으로서 이용하기 위해 라바트의 리바트를 완전한 규모의 요새로 바꾸었다. 1170년 그 곳의 군사 중요성에 기인하여, 라바트는 현재의 "승리의 근거지"를 뜻하며, 현재의 이름을 유래한 리바투 엘-파스라는 타이틀을 얻었다.
(모로코에서 모울레이 야콥으로 알려진) 야쿱 알만수르, 또 다른 이름 알모하드 칼리프는 라바트로 그의 제국의 수도를 옮겼다. 그는 우다야스의 카스바흐라 부르는 라바트의 도시 벽을 세웠으며 모스크 건설을 시작했다. 그러나 야쿱이 죽자 모스크 건설은 중단된다. 지금도 미완성 모스크의 터가 하산 타워와 함께 위치한다.

## 기후
| 라바트의 기후                                                                               | 라바트의 기후 | 라바트의 기후 | 라바트의 기후 | 라바트의 기후 | 라바트의 기후 | 라바트의 기후 | 라바트의 기후 | 라바트의 기후 | 라바트의 기후 | 라바트의 기후 | 라바트의 기후 | 라바트의 기후 | 라바트의 기후 |
| 월                                                                                          | 1월           | 2월           | 3월           | 4월           | 5월           | 6월           | 7월           | 8월           | 9월           | 10월          | 11월          | 12월          | 연간          |
| ------------------------------------------------------------------------------------------- | ------------- | ------------- | ------------- | ------------- | ------------- | ------------- | ------------- | ------------- | ------------- | ------------- | ------------- | ------------- | ------------- |
| 역대 최고 기온 °C (°F)                                                                      | 30.0 (86.0)   | 33.9 (93.0)   | 35.8 (96.4)   | 37.6 (99.7)   | 43.0 (109.4)  | 46.3 (115.3)  | 47.2 (117.0)  | 45.8 (114.4)  | 43.6 (110.5)  | 38.7 (101.7)  | 35.1 (95.2)   | 30.4 (86.7)   | 47.2 (117.0)  |
| 일평균 최고 기온 °C (°F)                                                                    | 17.4 (63.3)   | 18.2 (64.8)   | 20.2 (68.4)   | 21.2 (70.2)   | 23.6 (74.5)   | 25.6 (78.1)   | 27.2 (81.0)   | 27.8 (82.0)   | 26.6 (79.9)   | 24.8 (76.6)   | 21.1 (70.0)   | 18.6 (65.5)   | 22.7 (72.9)   |
| 일일 평균 기온 °C (°F)                                                                      | 12.3 (54.1)   | 13.0 (55.4)   | 14.8 (58.6)   | 16.0 (60.8)   | 18.5 (65.3)   | 20.8 (69.4)   | 22.6 (72.7)   | 23.1 (73.6)   | 21.7 (71.1)   | 19.6 (67.3)   | 15.9 (60.6)   | 13.7 (56.7)   | 17.7 (63.9)   |
| 일평균 최저 기온 °C (°F)                                                                    | 7.2 (45.0)    | 7.8 (46.0)    | 9.5 (49.1)    | 10.9 (51.6)   | 13.3 (55.9)   | 15.9 (60.6)   | 17.9 (64.2)   | 18.3 (64.9)   | 16.8 (62.2)   | 14.4 (57.9)   | 10.8 (51.4)   | 8.8 (47.8)    | 12.6 (54.7)   |
| 역대 최저 기온 °C (°F)                                                                      | −3.2 (26.2)   | −2.6 (27.3)   | −1.0 (30.2)   | 3.8 (38.8)    | 5.3 (41.5)    | 8.2 (46.8)    | 10.0 (50.0)   | 11.0 (51.8)   | 10.0 (50.0)   | 5.8 (42.4)    | 0.3 (32.5)    | −0.6 (30.9)   | −3.2 (26.2)   |
| 평균 강수량 mm (인치)                                                                       | 80.9 (3.19)   | 60.5 (2.38)   | 62.6 (2.46)   | 42.3 (1.67)   | 17.9 (0.70)   | 3.6 (0.14)    | 0.4 (0.02)    | 0.6 (0.02)    | 13.7 (0.54)   | 54.9 (2.16)   | 94.3 (3.71)   | 90.2 (3.55)   | 521.9 (20.55) |
| 평균 강수일수 (≥ 1.0 mm)                                                                    | 7.6           | 6.4           | 6.4           | 5.3           | 2.7           | 0.8           | 0.2           | 0.3           | 1.9           | 5.2           | 7.4           | 7.6           | 51.8          |
| 평균 상대 습도 (%)                                                                          | 82            | 82            | 80            | 78            | 77            | 78            | 78            | 79            | 80            | 79            | 80            | 83            | 80            |
| 평균 월간 일조시간                                                                          | 179.9         | 182.3         | 232.0         | 254.5         | 290.5         | 287.6         | 314.7         | 307.0         | 261.1         | 235.1         | 190.5         | 180.9         | 2,916.1       |
| 평균 일일 일조시간                                                                          | 5.8           | 6.5           | 7.5           | 8.5           | 9.4           | 9.6           | 10.2          | 9.9           | 8.7           | 7.8           | 6.4           | 5.8           | 8.0           |
| 출처 1: 미국 해양대기청 (평년값: 1991년~2020년, 극값: 1943년~현재, 일조시간: 1961년~1990년) |               |               |               |               |               |               |               |               |               |               |               |               |               |
| 출처 2: 독일 기상청 (상대습도: 1973년~1993년, 극값 일부), Meteo Climat (극값 일부)          |               |               |               |               |               |               |               |               |               |               |               |               |               |

## 자매결연 도시
- 아테네 (그리스)
- 호놀룰루 (미국)
- 이스탄불 (터키)
- 암만 (요르단)
- 알제 (알제리)
- 베들레헴 (팔레스타인)
- 마드리드 (스페인)